# 讃岐財田駅
讃岐財田駅（さぬきさいだえき）は、香川県三豊市財田町財田上にある四国旅客鉄道（JR四国）土讃線の駅である。駅番号はD18。標高151.6 m。
三豊市財田地区唯一の駅だが、その中心部からは離れた丘陵上にあり、普通列車のみ停車する。地名の読みは「さいた」だが駅名の読みは「さいだ」となっている。

## 歴史
- 1923年（大正12年）5月21日：開業[1]。
- 1970年（昭和45年）10月1日：小口扱貨物の取り扱いを廃止[1]。
- 1983年（昭和58年）4月1日：業務委託駅となる[4]。
- 1984年（昭和59年）2月1日：荷物の取り扱いを廃止[1]。
- 1985年（昭和60年）2月1日：無人駅化[2][5]。
- 1987年（昭和62年）4月1日：国鉄分割民営化により四国旅客鉄道が継承[1]。
- 2024年（令和6年）5月8日：老朽化のため木造駅舎を解体[6][7]。
- 2024年（令和6年）7月31日：新しい駅舎の供用を開始[8]。

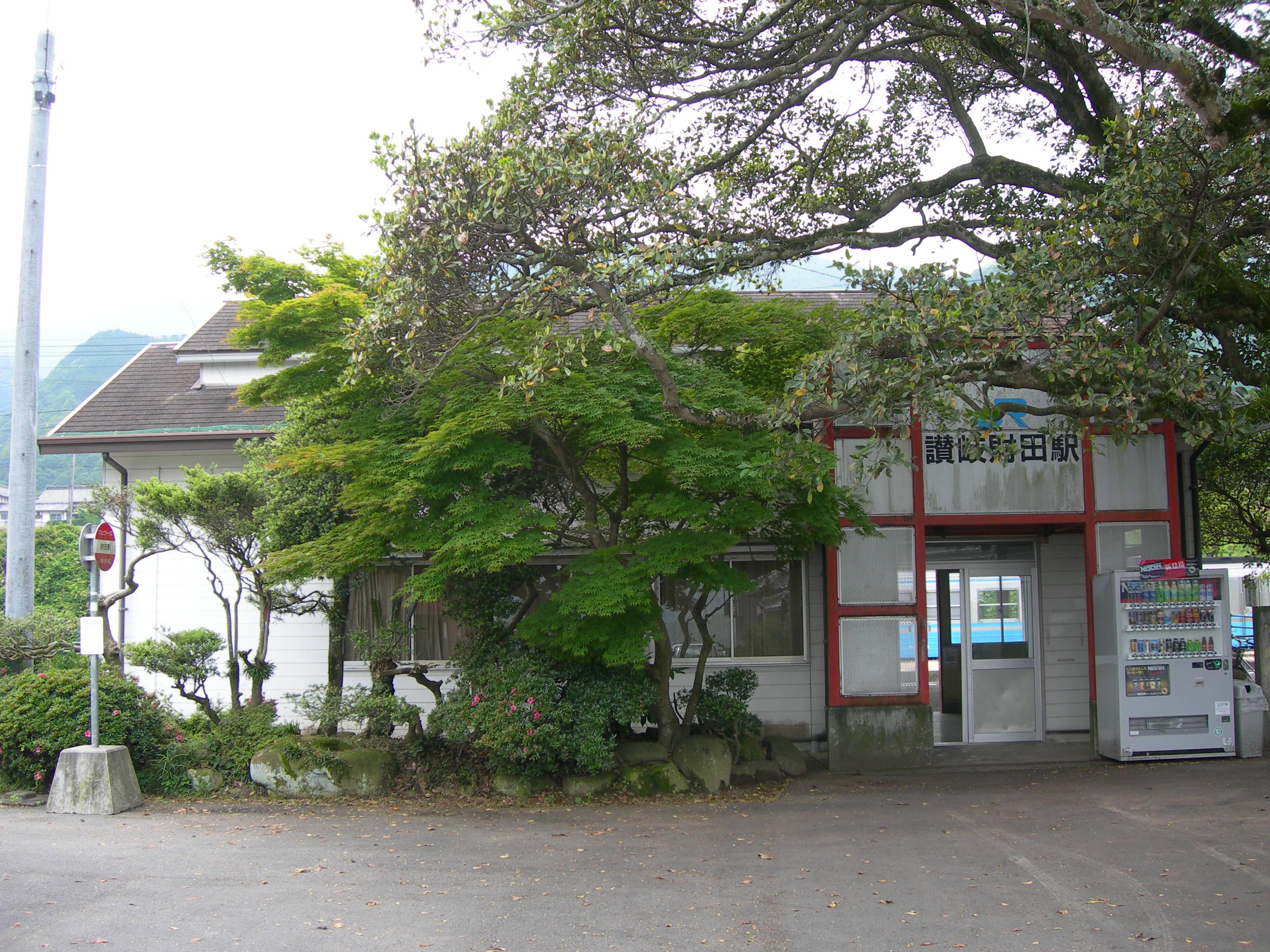
旧駅舎（2010年5月）

## 駅構造
単式・島式混合2面3線の地上駅で一線スルーである。半径604 mの曲線で3.3 ‰の勾配上に位置し、駅舎側1番線が上下本線（琴平駅方制限速度100 km/h、阿波池田駅方制限速度85 km/h）。2番線は下り副本線で上り方向の入線・出発は非対応。3番線が上下副本線。列車同士の行き違いと列車の追い抜きが可能である。ホーム間は構内踏切で移動する。
1984年から無人駅となっている。開業以来となる築101年にもなった木造の駅舎は老朽化もあり、2024年5月に解体された。同年7月31日にアルミ屋根の下にベンチを置いた造りの駅舎に建て替えられ、供用を開始した。
駅舎跡の脇に香川県の保存木に指定されているタブの巨木がある。この木の樹齢は700年とも800年ともいわれ、土讃線の建設の際はこの木を避けるように線路が敷設された。この木は観光列車・四国まんなか千年ものがたりのヘッドマークのイメージのひとつとして使用された。

### のりば
| のりば | 路線    | 方向 | 行先                       | 備考               |
| ------ | ------- | ---- | -------------------------- | ------------------ |
| 1      | ■土讃線 | 上り | 琴平・多度津・高松方面     | 通常はこのホーム   |
| 1      | ■土讃線 | 下り | 阿波池田・大歩危・高知方面 | 通常はこのホーム   |
| 2      | ■土讃線 | 下り | 阿波池田・大歩危・高知方面 | 主に行き違い時     |
| 3      | ■土讃線 | 下り | 阿波池田・大歩危・高知方面 | 主に通過列車待避時 |
| 3      | ■土讃線 | 上り | 琴平・多度津・高松方面     | 主に通過列車待避時 |

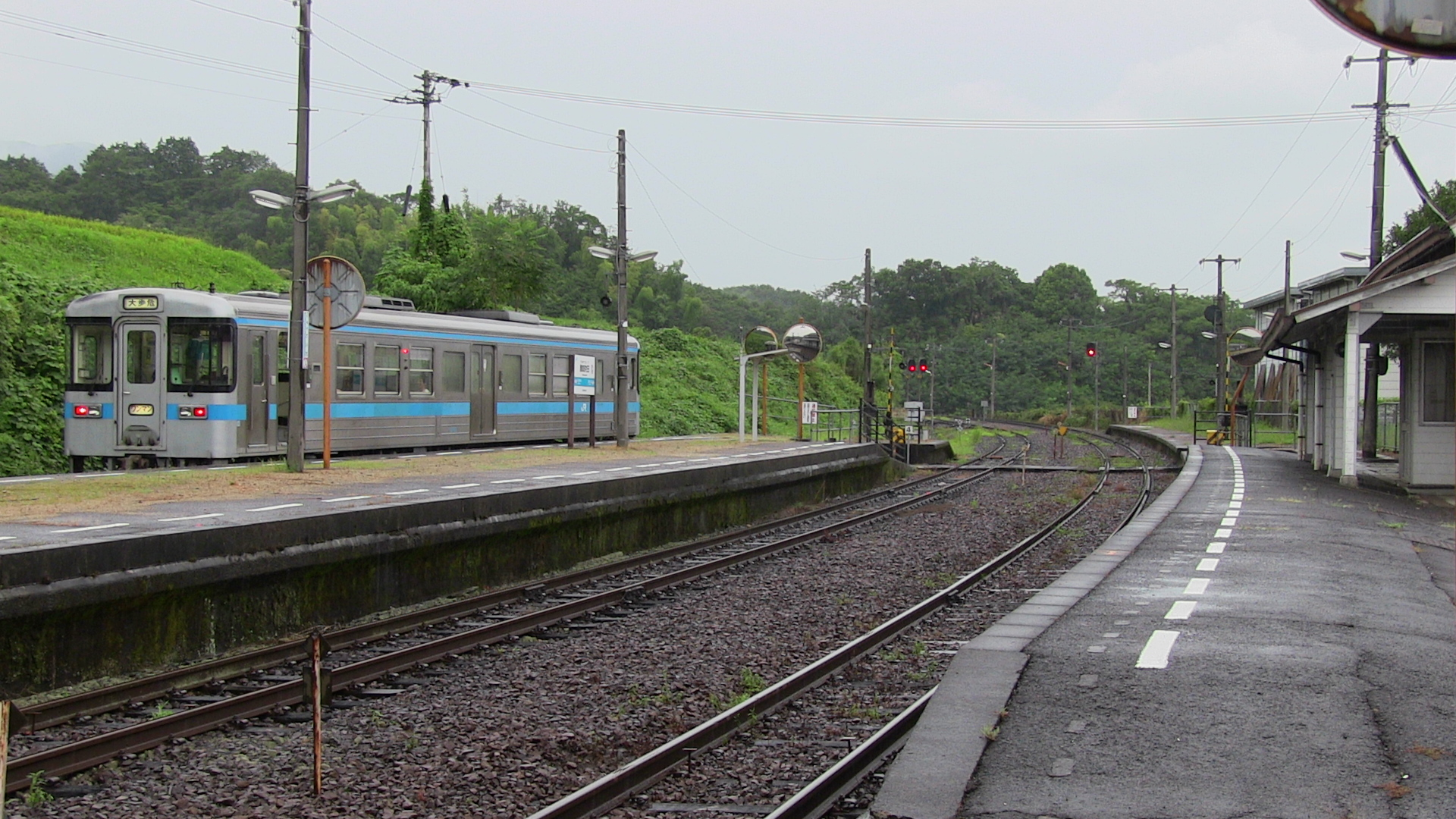
1番線ホーム（2013年8月）
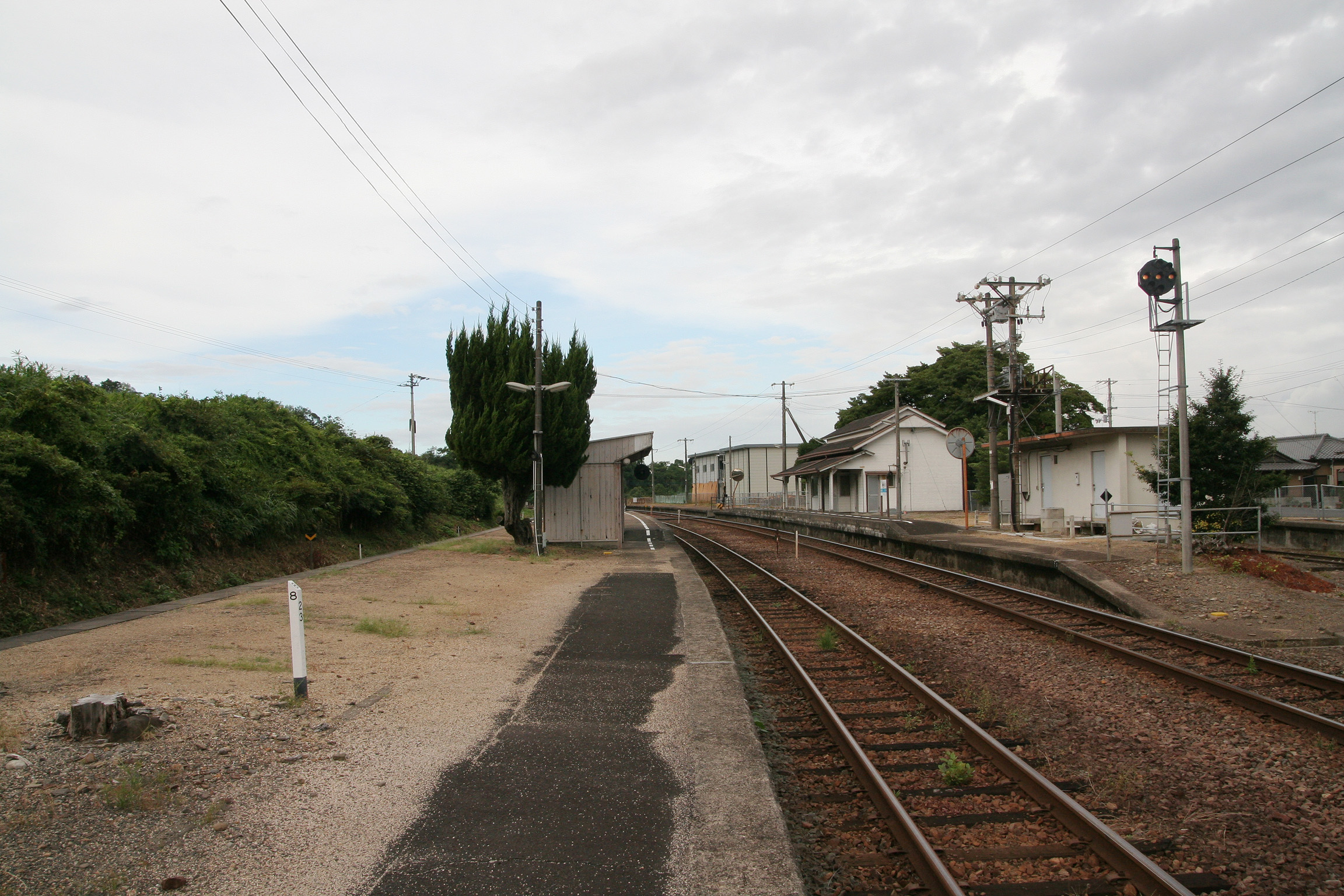
2・3番線ホーム（2008年8月）

## 利用状況
1日平均の乗車人員は下記の通りである。
| 乗車人員推移 | 乗車人員推移 | 乗車人員推移 |
| 年度         | 1日平均人数  | 出典         |
| ------------ | ------------ | ------------ |
| 2004年       | 59           | [ 15 ]       |
| 2005年       | 51           | [ 15 ]       |
| 2006年       | 49           | [ 15 ]       |
| 2007年       | 49           | [ 15 ]       |
| 2008年       | 47           | [ 15 ]       |
| 2009年       | 37           | [ 16 ]       |
| 2010年       | 40           | [ 16 ]       |
| 2011年       | 33           | [ 16 ]       |
| 2012年       | 38           | [ 16 ]       |
| 2013年       | 32           | [ 16 ]       |
| 2014年       | 30           | [ 17 ]       |
| 2015年       | 24           | [ 17 ]       |
| 2016年       | 20           | [ 17 ]       |
| 2017年       | 15           | [ 17 ]       |
| 2018年       | 14           | [ 17 ]       |
| 2019年       | 16           | [ 18 ]       |

## 駅周辺
- 帰来川
- 国道32号 - 道の駅たからだの里さいた
- 三豊市財田支所
- 三豊市立和光中学校
- 香川用水記念公園

### バス路線
- 三豊市コミュニティバス 財田観音寺線

## 隣の駅
四国旅客鉄道（JR四国）
■土讃線
■普通
黒川駅 (D17) - 讃岐財田駅 (D18) - 坪尻駅 (D19)（※） - 箸蔵駅 (D20)
（※）一部の普通列車は坪尻駅に停車しない。